# Prison d'Anemas

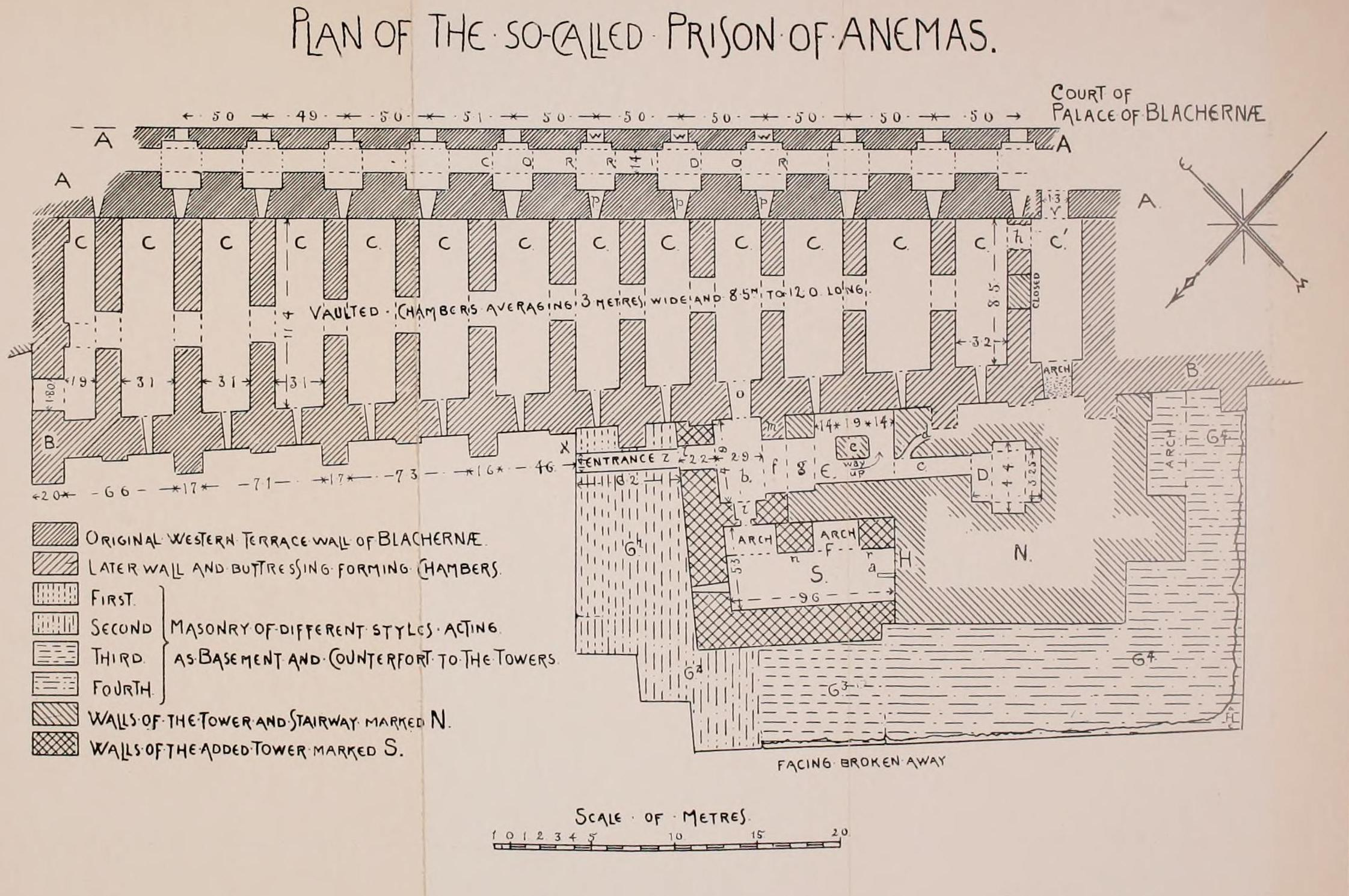
Schéma de l'agencement de la prison d'Anemas par Alexander van Mellingen.

La prison dite d'Anemas (en turc : Anemas Zindanları) est un imposant édifice byzantin faisant partie des murs de la cité de Constantinople (aujourd'hui Istanbul). Son nom fait référence à Michel Anemas, général byzantin qui se souleva sans succès contre l'empereur Alexis Ier Comnène (r. 1080 – 1118) et qui fut la première personne emprisonnée dans ce bâtiment. Dans les derniers siècles de l’empire, quatre empereurs y seront emprisonnés : Andronic Comnène (r. 1183 – 1185), Andronic  IV Paléologue (r. 1376 – 1379), Jean V Paléologue (r.  1341 - 1376, 1379 – 1390, sept. 1390 – fév.  1391) et le futur empereur Manuel II (r. 1391 -1425).

## Emplacement

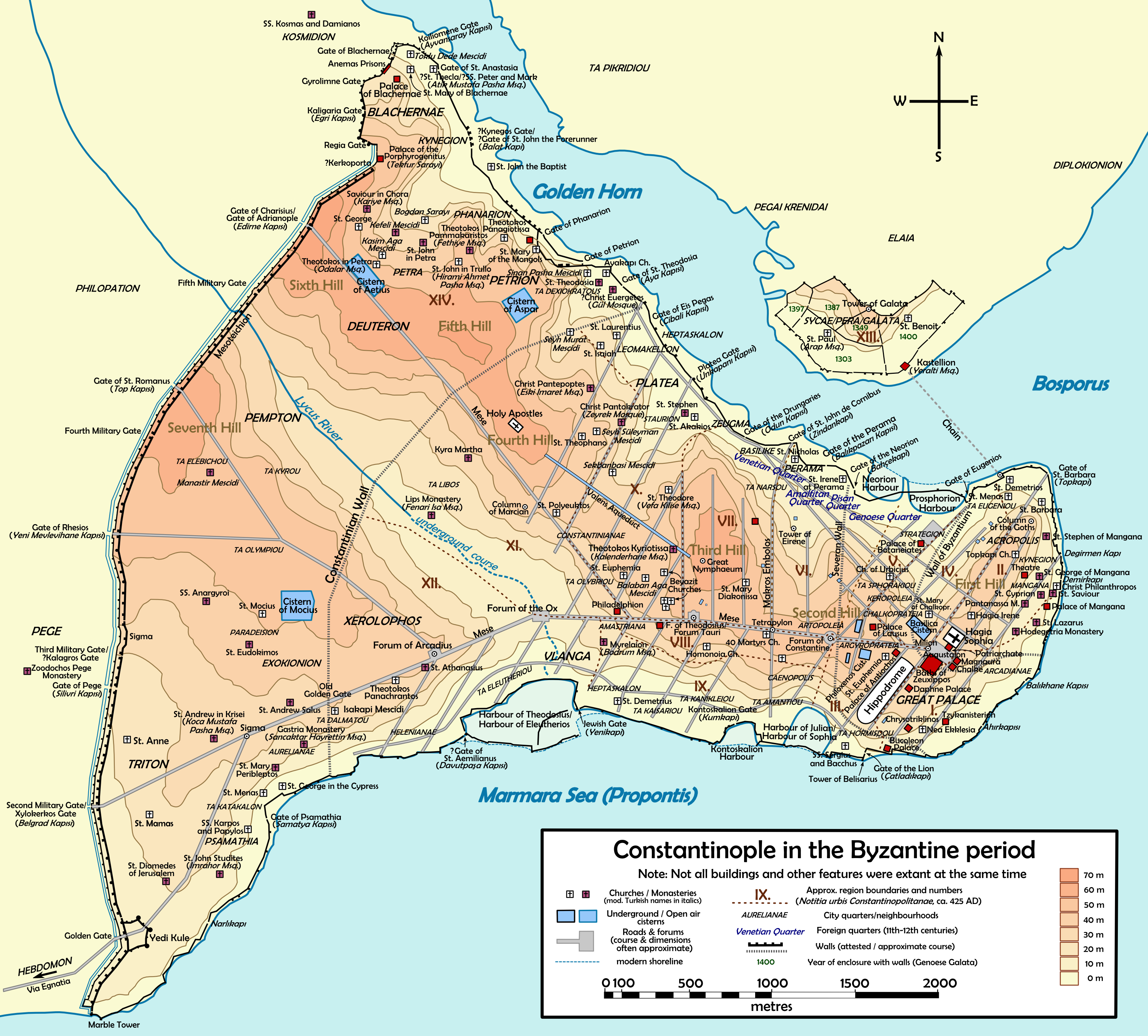
Constantinople à l’époque byzantine. La prison d’Anemas est située au nord-ouest de la ville entre la Porte des Blachernes et la Porte Gerolymne.

Le bâtiment est situé dans la banlieue des Blachernes, au nord-ouest de la ville, entre la Porte des Blachernes et la Porte Gerolymne, dans cette  section des murailles construite au milieu du XIIe siècle par l'empereur Manuel Ier Comnène (r. 1143-1180) ainsi que celle, plus ancienne, construite par les empereurs byzantins Héraclius (r. 610-641) et Léon V l'Arménien (r. 813-820). Une petite portion du mur relie le bâtiment à l’est avec le mur de Manuel Comnène.

## Description

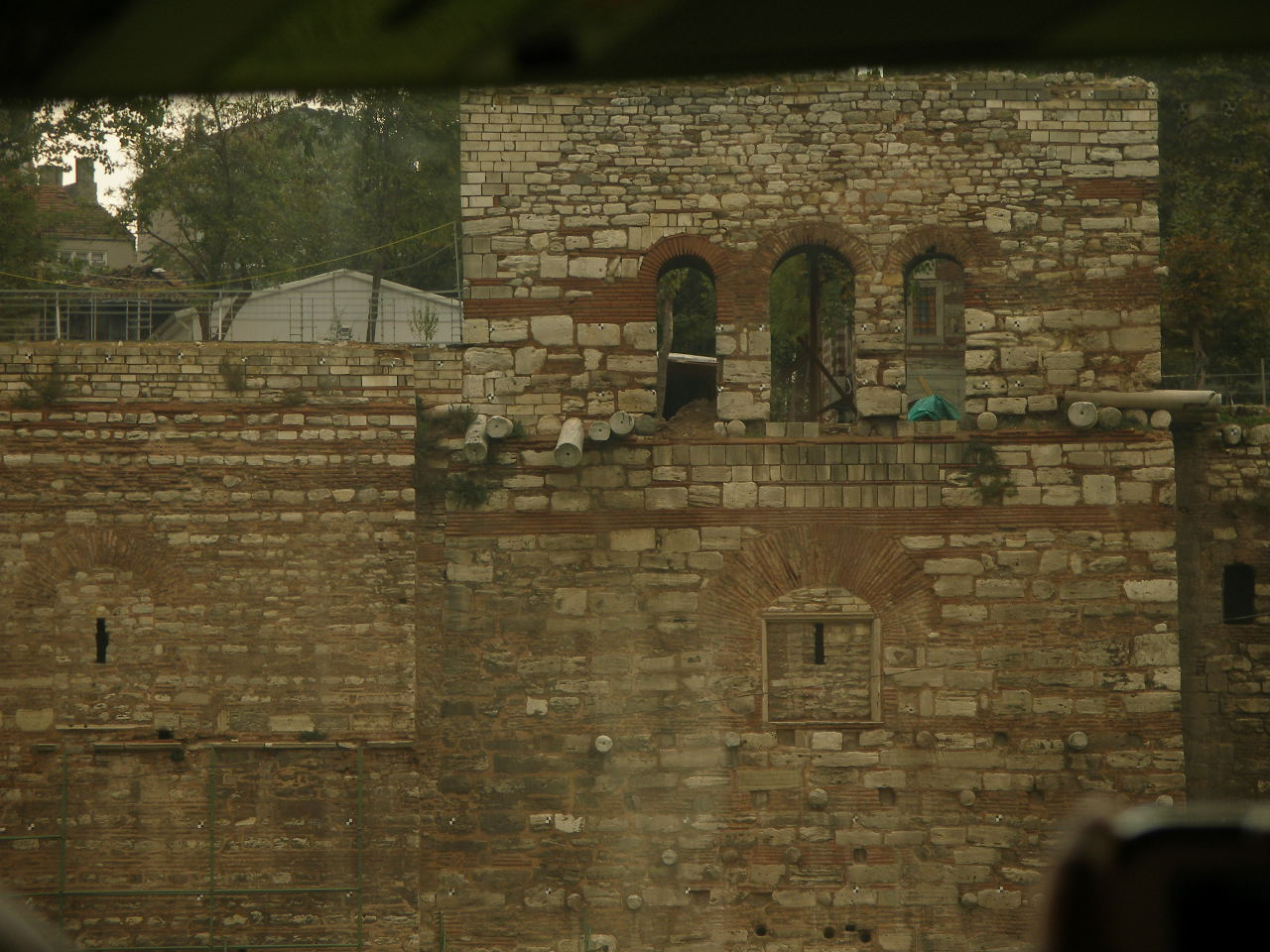
La tour d'Isaac avec sa maçonnerie irrégulière et ses colonnes de pierre réutilisées (spolia).

Le mur extérieur du bâtiment est d'une hauteur inhabituelle, s'élevant à 23 mètres au-dessus du sol qui lui fait face et ayant une épaisseur de 11 à 20 mètres. À l’intérieur de l'enceinte, le bâtiment comprend 12 chambres de trois étages. La façade extérieure consiste en deux tours rectangulaires construites côte-à-côte avec un mur mitoyen. Les tours jumelles sont soutenues par des contreforts massifs qui s'élèvent à près de huit mètres de haut et font une saillie de 6,5 à 9 mètres devant les deux tours.
En dépit de leur proximité, les deux tours sont de construction très différente. Une différence qui s'étend aussi aux épaulements et qui permettent de déduire des  dates de construction différentes .  La tour sud est un quadrilatère irrégulier de deux étages. Sa maçonnerie est très irrégulière, des colonnes de pierre y ayant été insérées, souvent en partie seulement. Enfin, les contreforts sont faits de pierres petites et taillées irrégulièrement. Sa structure intérieure comprend un étage supérieur spacieux avec de larges fenêtres et un balcon orienté à l'ouest, ce qui porte à croire que cette tour était utilisée comme habitation. Mis ensemble, ces indices renforcent l'identification de cette tour avec la tour dite « d'Isaac Ange ». Selon l'historien Nicétas Choniatès, cette tour fut construite par Isaac II Ange (r. 1185-1195 et 1203-1204) tant comme fort que comme résidence privée, en utilisant des matériaux venant d'églises en ruines. Au contraire, la tour nord est traditionnellement identifiée comme étant la tour d'Anemas. C'est une structure construite avec soin présentant plusieurs couches de maçonnerie alternant pierre et brique, typique de l'architecture byzantine. Ses contreforts sont construits avec de gros blocs de pierres taillés soigneusement et disposés de façon régulière. L’épaisseur des murs et des contreforts s'explique par le fait que la structure formait l’extrémité ouest du mur de soutènement de la colline en terrasse sur laquelle était construit le Palais des Blachernes.

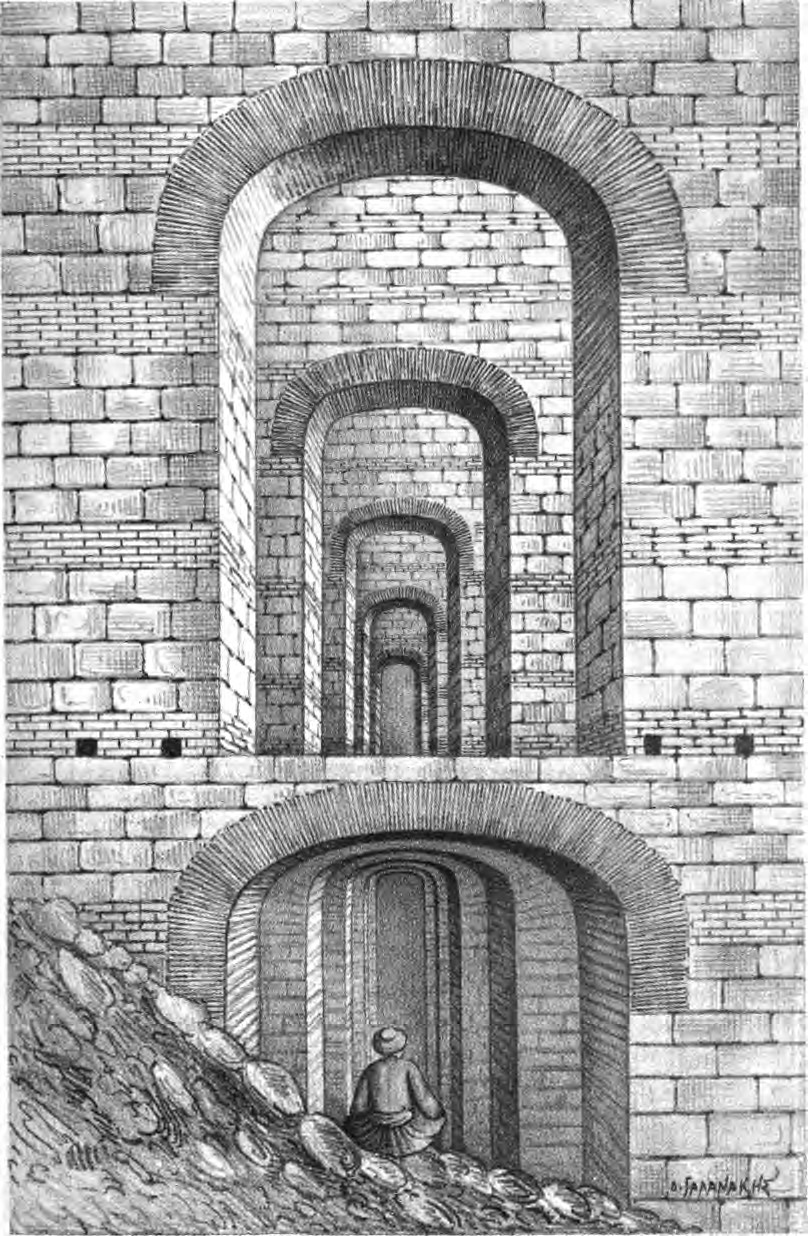
Vue intérieure des compartiments voutés de la prison d’Anemas d’après une illustration du XIX.

Le bâtiment principal se présente sous forme de treize murs latéraux construits entre deux murs longitudinaux, chacun de ces treize murs étant percés de trois arcs de brique superposés créant douze compartiments, chacun de 9 – 13 mètres de largeur. Les deux murs longitudinaux ne sont pas parallèles (voir illustration plus haut), mais s’écartent l’un de l’autre vers le nord . Côté est, le mur contient une paire de corridors superposés aux deux étages supérieurs construits à l’intérieur des murs mêmes et éclairés par des fentes dans la façade des murs. Au rez-de-chaussée les compartiments n’ont pas de fenêtres, mais aux étages supérieurs de petites ouvertures dans le mur côté ouest permettent à la lumière d’entrer. Une tour abritant un escalier en spirale relie le bâtiment principal aux deux tours.
Des irrégularités dans la disposition des fenêtres, en partie recouvertes par des additions ultérieures, de même que divers indices de modifications successives prouvent que le tout a été construit  en différentes étapes avec diverses modifications en cours de route. Le mur de l’est fut sans doute construit en premier comme simple mur défensif avec des chemins de garde d’où l’on pouvait tirer flèches et autres projectiles à travers des meurtrières . Le reste de la structure principale fut ajouté plus tard, probablement comme renfort pour la colline du palais. On ignore à quoi servaient les compartiments : on a suggéré qu'ils étaient en fait des cellules, ce qui conduisit à donner le nom de « Prison d’Anemas » à l’ensemble de l’édifice; toutefois aucune preuve ne vient appuyer cette hypothèse. Il est aussi possible qu’il s’agissait d’espaces de rangement ou encore de salles pour corps-de-garde.
Pour ce qui en est des tours, il semble qu’elles aient été ajoutées à la toute fin, la tour sud précédant la tour nord puisqu’elles ont en partage un mur qui fait manifestement partie de la première. Si la chose est exacte, elle remet toutefois en question l’appellation respective de Tour d’Isaac Ange et Tour d’Anemas puisque la tour d’Anemas apparait dans les textes au cours des premières années du XIIe siècle, soit plus de soixante-dix ans avant la construction de la tour d’Isaac Ange. Diverses hypothèses ont été proposées pour expliquer le fait. Une théorie serait que les noms des deux tours auraient été inversés ou que toutes deux auraient formé un bâtiment unique connu sous deux noms différents. Une autre théorie met de l’avant que la véritable Tour d’Anemas serait en fait située plus au nord de cet édifice et constituerait l’une des tours du mur d’Héraclius. Mais toutes ces hypothèses soulèvent de nouvelles questions de telle sorte que,faute de mieux, on continue de nos jours à se servir de l’appellation traditionnelle.

## Prisonniers célèbres

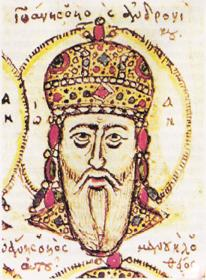
Jean V Paléologue d’après un manuscrit de la Bibliothèque de Modène.

Selon Anne Comnène, Michel Anemas fut le premier prisonnier à y être enfermé, ce qui fit que la tour et la prison portèrent par la suite son nom. Michel Anemas aurait conspiré contre l’empereur Alexis Ier (r. 1081-1118) pour placer Jean Solomon comme empereur fantoche sur le trône, mais le complot fut découvert et Anemas et ses complices furent capturés et condamnés à être écartelés. Toutefois, ses appels à la clémence sur la Mesē alors qu’il se dirigeait vers le supplice attirèrent la pitié de la foule et d’Anne Comnène elle-même. Ayant été cherché l’impératrice, les supplications des deux femmes auprès de l’empereur réussirent à éviter au prisonnier le châtiment suprême, mais il demeura de nombreuses années enfermé dans la tour qui devait par la suite porter son nom.
Après avoir échappé à la conjuration d’Anemas, Alexis dut faire face à la rébellion de Grégoire Taronitès, gouverneur du thème de Chaldée, région isolée située près de Trébizonde. Profitant de cet isolement géographique, Taronitès avait tenté de se rendre indépendant en 1104. L’année suivante, Alexis dut envoyer une armée dirigée par Jean Taronitès, le cousin de Grégoire, contre ce dernier qui tenta, sans succès, de conclure une alliance avec les Danichmendides avant que Jean ne capture son oncle . Condamné à être aveuglé et enfermé, il évita le premier châtiment grâce à l’intercession de Jean Taronitès, mais fut emprisonné pendant de nombreuses années, continuant à insulter l’empereur à partir de sa cellule. Toutefois, sous la pression de Nicéphore Bryenne, mari d’Anne Comnène et son ami, il finit par cesser ses insultes et implora le pardon impérial qui lui fut finalement accordé. 
Le prisonnier d’importance suivant fut l’empereur Andronic Comnène Ier (r. 1183-1185) qui y fut enfermé à la veille de son exécution publique dans l’Hippodrome de Constantinople le 12 septembre 1185. Vint ensuite Jean Bekkos, le chartophylaxe et par la suite patriarche de Constantinople sous le nom de Jean XI qui y fut emprisonné pour s’être opposé à l’intention de l’empereur Michel VIII Paléologue (r. 1259-1282) de réunir les Églises romaine et orthodoxe.  En 1322, Syrgiannes Paléologue, qui conspira à la fois contre l’empereur Andronic II Paléologue (r. 1282-1328) et son petit-fils et opposant Andronic III (r. 1328-1341) au cours d’une guerre civile y fut emprisonné toutefois dans des conditions confortables avant de recevoir le pardon impérial et d’être rétabli dans ses fonctions,. 
Sous les Paléologue, la prison devait à nouveau être utilisée pendant la guerre civile de 1341 à 1347. Jean V Paléologue (r. 1341-1376, 1379-1391) y fit emprisonner son fils ainé, Andronic IV (r. 1376-1379) après une rébellion ratée. Le jeune homme réussit toutefois à s’échapper et avec l’aide des Génois et des Ottomans à usurper le trône pendant trois ans. Pendant cette période Jean V et ses fils cadets, Manuel (le futur empereur Manuel II [r. 1391-1425]) et Théodore furent enfermés dans cette prison. 